# Huracán Iota
El huracán Iota fue un poderoso huracán que alcanzó la categoría 5 en el océano Atlántico en 2020 y el más intenso de la temporada de Huracanes del Atlántico de 2020. Iota causó graves daños en áreas de Honduras y costa norte del Caribe que ya habían sido devastadas por el Huracán Eta apenas dos semanas antes. El trigésimo primer ciclón tropical, trigésima tormenta con nombre, decimocuarto huracán y séptimo huracán mayor de la temporada récord de huracanes del Atlántico de 2020, Iota se originó como una onda tropical que se trasladó al Caribe oriental el 10 de noviembre. Durante los siguientes días, la onda comenzó a organizarse mejor y para las 12:00 UTC del 13 de noviembre, se desarrolló una depresión tropical al norte de Colombia. La depresión se convirtió en la tormenta tropical Iota seis horas después. Inicialmente, la tormenta se vio afectada por una cizalladura del viento, pero una reubicación del centro y una cizalladura relajada permitieron que Iota se fortaleciera rápidamente hasta convertirse en huracán el 15 de noviembre, después de lo cual experimentó una intensificación explosiva, convirtiéndose en un huracán de Categoría 5 y alcanzando su máxima intensidad al día siguiente como un huracán de categoría 5 de alto nivel con vientos máximos sostenidos de 260 km/h   y una presión de 917 mbar. Después de desplazarse lentamente tuvo un ligero debilitamiento pero aun siendo peligroso, Iota tocó tierra en el noreste de Nicaragua como un huracán de Categoría 5 ,la máxima en la escala Saffir Simpson, convirtiéndose en el huracán más fuerte que tocó tierra en Nicaragua en noviembre en la historia registrada. Luego, Iota se debilitó rápidamente a medida que avanzaba hacia el interior, antes de disiparse el 18 de noviembre.
La ola precursora de Iota generó inundaciones repentinas en la mayoría de las islas del Caribe. Los avisos y advertencias de ciclones tropicales se emitieron por primera vez el 14 de noviembre en partes de Colombia, Nicaragua y Honduras, y los dos últimos aún se recuperaban del Huracán Eta solo dos semanas antes. Las fuertes lluvias asociadas con una ola tropical y Iota trajeron fuertes lluvias a partes de Colombia, lo que provocó inundaciones repentinas y deslizamientos de tierra. Lluvias extremadamente fuertes cayeron en gran parte de Nicaragua, aumentando las inundaciones repentinas causadas por la fuerte marejada ciclónica del huracán. Los deslizamientos de tierra causaron grandes daños y múltiples muertes. Al menos 84 personas murieron debido a Iota, incluidas al menos 56 en Nicaragua, 13 en Honduras, 10 en Colombia, 2 en El Salvador, 2 en Guatemala y 1 en Panamá.
Pronto siguió la planificación de los esfuerzos de socorro, que incluyen la instalación de tiendas de campaña, la apertura de hospitales temporales y la entrega de alimentos y agua a los necesitados. Se restablecieron numerosos cortes de energía en los días posteriores a la destrucción de Iota. Los árboles caídos y los caminos bloqueados frenaron a algunos equipos de rescate. Se realizaron donaciones por valor de millones de dólares a los países afectados.
Inicialmente se consideró que Iota había sido un huracán categoría 5. Después de cada temporada de huracanes el NHC hace un informe detallado de cada ciclón de la temporada y se descubrió que Iota no llegó nunca a la categoría 5 sino que estuvo muy cerca de ella como un potente huracán categoría 5.

## Historia meteorológica
A las 18:00 UTC del 8 de noviembre de 2020, el Centro Nacional de Huracanes (NHC) comenzó a monitorear el Caribe central en busca de una onda tropical que se pronosticaba que ingresaría al área y potencialmente se convertiría en un área de baja presión. Posteriormente, la ola entró en el Caribe oriental a las 06:00 UTC del 10 de noviembre y se trasladó hacia el oeste en un entorno más propicio para el desarrollo. A última hora del 11 de noviembre, la ola comenzó a organizarse mejor y, a las 12:00 UTC del 13 de noviembre, se había convertido en la depresión tropical Treinta y Uno en el sur del Caribe, empatando la temporada de 2005 para la mayoría de las depresiones tropicales en una temporada. La depresión continuó fortaleciéndose y seis horas más tarde, a las 18:00 UTC, el sistema se fortaleció en la tormenta tropical Iota. Después de su fortalecimiento a tormenta tropical, Iota no se intensificó mucho debido a la cizalladura del viento y el aire seco y permaneció con vientos de 65 km/h (40 mph) por casi 18 horas, y la presión solo la disminuyó de 1005 a 1004 mbar. Después de luchar contra la cizalladura del viento y el aire seco, Iota comenzó a intensificarse rápidamente cuando su convección comenzó a envolver su centro el 14 de noviembre. A las 06:00 UTC del 15 de noviembre, Iota alcanzó el estado de huracán con vientos de 120 km/h (75 mph) y una presión de 988 mbar. Durante el resto del día, siguió intensificándose, permaneciendo como un huracán de categoría 1 por casi 18 horas, antes de fortalecerse en un huracán de categoría 2 a las 00:00 UTC del 16 de noviembre. En solo seis horas, a las 06:00 UTC de ese día, Iota pasó de ser un huracán categoría 2 con vientos de 165 km/h (105 mph) y una presión de 961 mbar a un huracán de categoría 4 con vientos de 220 km/h (140 mph) y una presión de 935 mbar.

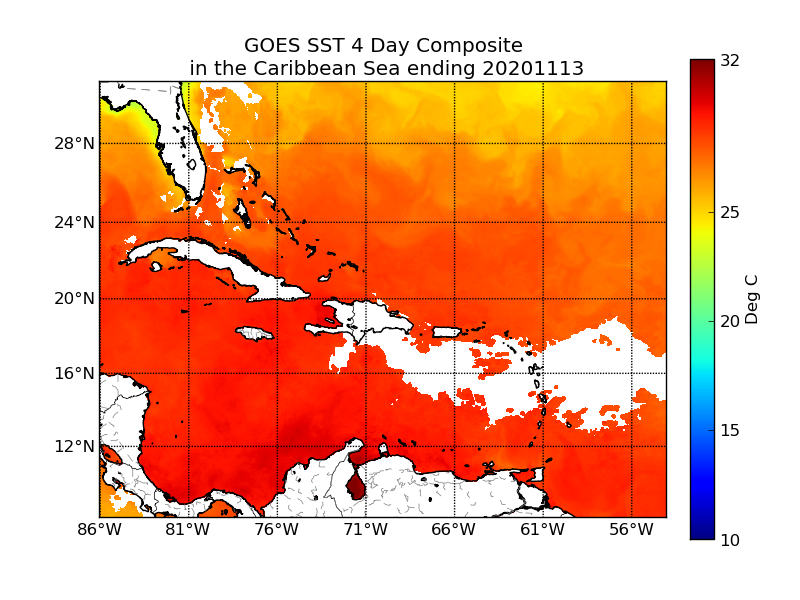
Temperaturas de la superficie del mar en noviembre de 2020 que propiciaron la rápida intensificación de Iota

Un vuelo de cazadores de huracanes encontró relámpagos intensos en la pared del ojo suroeste de Iota junto con granizo, que es extremadamente raro en un huracán. Seis horas después, a las 12:00 UTC de ese mismo día, Iota alcanzó su intensidad máxima como un huracán de categoría 5, con vientos de 260 km/h (160 mph) y una presión central mínima de 917 mbar. Durante un período de 42 horas, Iota aumentó sus vientos en 165 km/h y disminuyó su presión en 80 mbar. Después de alcanzar un máximo de intensidad, Iota se trasladó a la misma zona donde había pasado el Huracán Eta dos semanas antes, dejando aguas relativamente frescas, y como resultado se debilitó un poco y su presión se redujo a 918 mbar y los vientos máximos sostenidos bajaron un poco, a 240 km/h (150 mph), y durante este tiempo su ojo pasó cerca de las islas de Providencia y Santa Catalina Por más de 9 horas Iota mantuvo esa intensidad y a las 03:40 UTC del 17 de noviembre, tocó tierra a lo largo de la costa noreste de Nicaragua, a 20 millas al sur-suroeste de Puerto Cabezas cerca de la ciudad de Haulover con vientos sostenidos de 252 km/h (157 mph) equivalente a categoría 5, y una presión central mínima de 917 mbar. La ubicación de Iota en tierra estaba aproximadamente a 15 millas (25 km) al sur de donde el Huracán Eta tocó tierra el 3 de noviembre. Después de tocar tierra, Iota se debilitó rápidamente, cayendo a un huracán de categoría 3 de alta gama a las 06:00 UTC de ese día con vientos de 205 km/h (125 mph) y una presión de 935 mbar. Se debilitó aún más y cayó al estado de huracán categoría 1 a las 12:00 UTC de ese día con vientos de 140 km/h (85 mph) y una presión de 965 mbar. Iota cayó por debajo del estado de huracán a las 18:00 UTC de ese día. La tormenta se debilitó a una depresión tropical después de ingresar a El Salvador a las 12:00 UTC del 18 de noviembre y seis horas después, a las 18:00 UTC se disipó sobre el oeste de El Salvador.

## Preparaciones

Imagen que muestra la rápida intensificación de Iota en el Mar Caribe.

Las alertas de tormenta tropical se emitieron por primera vez para la isla colombiana de San Andrés alrededor del mediodía del 14 de noviembre. Tres horas después, se emitió una alerta de huracán para Providencia, así como a lo largo de la costa del norte de Nicaragua y el este de Honduras con una alerta de tormenta tropical también emitida, para el centro de Honduras. Finalmente, todas las alertas se actualizaron a advertencias con una alerta adicional de huracán para San Andrés, así como una advertencia de tormenta tropical para el centro sur de Nicaragua. El resto de la costa de Honduras, así como las Islas de la Bahía, fueron puestos bajo advertencias de tormenta tropical el 16 de noviembre. En Panamá el gobierno declaró estado de emergencia ambiental ante el huracán para las provincias de Colón, Darién, Los Santos, y las comarcas, ante los efectos colaterales que podría causar el huracán Iota en el territorio nacional.
Oxfam tuvo que suspender temporalmente las operaciones en Nicaragua, Honduras, Guatemala y El Salvador relacionadas con el huracán Eta para proteger las obras de socorro.

### Nicaragua
Con Nicaragua aún recuperándose del huracán Eta dos semanas antes, muchas áreas permanecieron inundadas. Los pueblos alrededor de Puerto Cabezas en particular fueron devastados por Eta y los escombros permanecieron esparcidos por el área. La Federación Internacional de Sociedades de la Cruz Roja y de la Media Luna Roja hizo hincapié en el riesgo de inundaciones y deslizamientos de tierra generalizados, ya que los suelos estaban completamente saturados. El Gobierno de Nicaragua abrió 600 albergues y 63.000 personas fueron evacuadas en todo el país. Algunos residentes temían morir de hambre mientras vivían en refugios, ya que Eta destruyó en gran medida los cultivos de la región. El gobierno de Taiwán donó 800 toneladas de arroz a las áreas que se esperaban que fueran afectadas por la tormenta.

### Honduras
Aproximadamente 80.000 personas fueron evacuadas de áreas propensas a inundaciones. Se estima que 100.000 personas permanecieron aisladas en todo Honduras después del huracán Eta cuando Iota tocó tierra.

### El Salvador
El Gobierno de El Salvador abrió 1000 albergues con capacidad para 30.000 personas. Para el 17 de noviembre, 700 personas se habían mudado de sus hogares.

## Impacto

### Venezuela
La onda tropical precursora de Iota produjo fuertes lluvias en Falcón, principalmente en la península de Paraguaná. En el municipio de Silva, las inundaciones afectaron a 288 viviendas. Se reportaron daños a viviendas en El Cayude y El Tranquero. La comunidad de Santa Ana perdió el servicio eléctrico. Funcionarios de Protección Civil alertaron a los residentes sobre posibles inundaciones a lo largo del embalse de Matícora en Mauroa, el río Barrancas y el río Quebrada de Uca. Algunas inundaciones ocurrieron en el estado de Miranda.

### Colombia

#### Continental
Las fuertes lluvias asociadas con una onda tropical y Iota causaron grandes daños en Colombia. Los peores daños se produjeron en el sector Mohán de Dabeiba, donde los deslizamientos de tierra mataron a tres personas, hirieron a veinte y dejaron 16 desaparecidos. Ocho personas fueron rescatadas de los escombros. Los deslizamientos de tierra destruyeron 67 viviendas y dañaron otras 104, así como 3 escuelas.

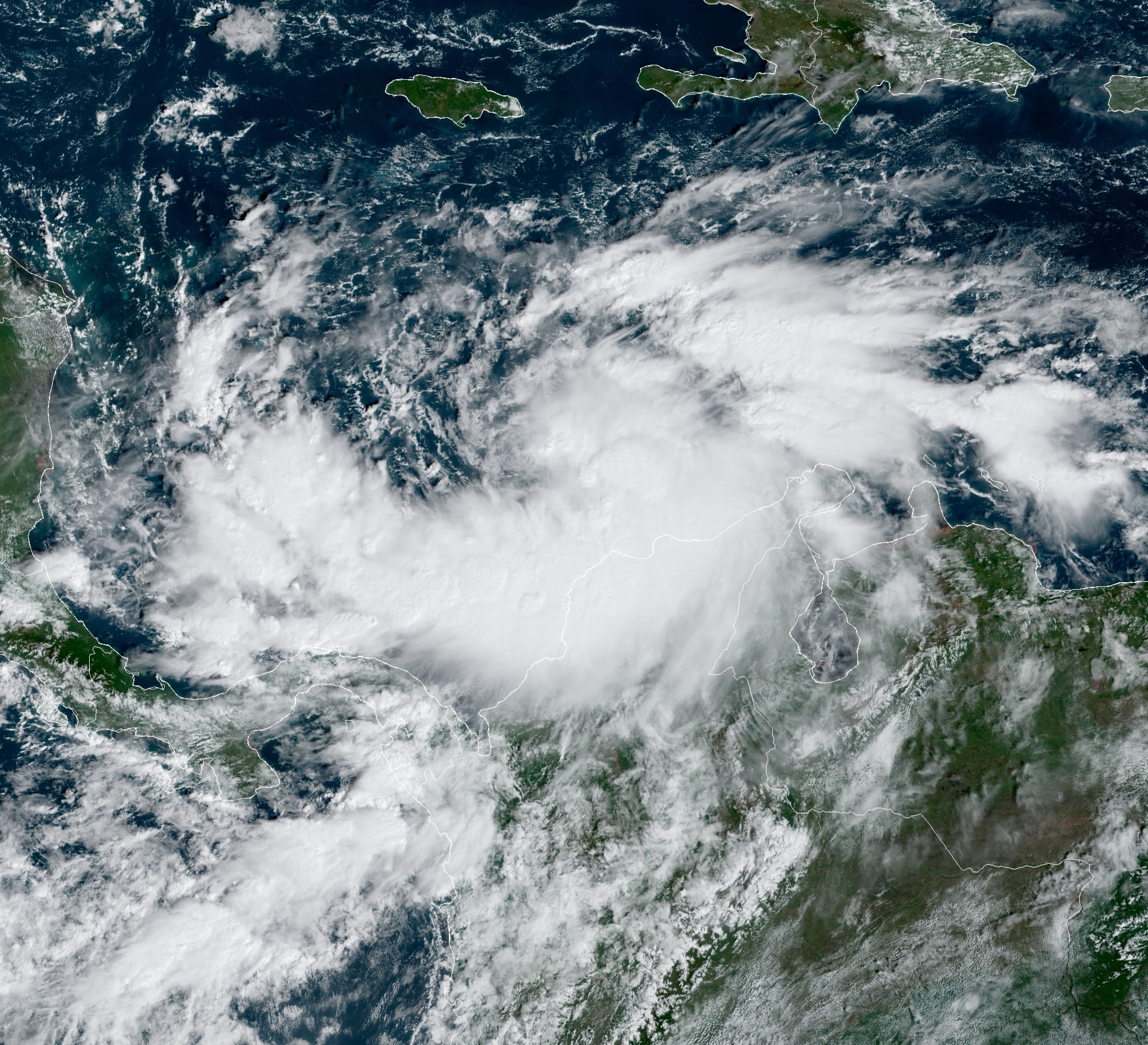
Las fuertes lluvias de las bandas exteriores de Iota se extendieron por el noroeste de Colombia el 14 de noviembre.

Un total de 497 personas se vieron afectadas en la comunidad. Aproximadamente 100 vehículos quedaron atrapados por desprendimientos de rocas a lo largo de una carretera entre Dabeiba y Urabá. Las inundaciones afectaron a diez municipios del departamento de Chocó; el pueblo de Lloró quedó aislado luego del colapso del único puente hacia la comunidad. Un deslizamiento de tierra en Carmen de Atrato mató a una persona cuando su casa fue enterrada. En todo Chocó, se estima que 28.000 personas se vieron afectadas. Una camioneta con dos ocupantes desapareció cuando un deslizamiento de tierra arrastró el vehículo al río Atrato. Se declararon emergencias para 29 municipios del departamento de Santander donde múltiples ríos desbordaban sus márgenes. Varias familias fueron evacuadas de Cimitarra debido a la crecida del agua a lo largo del río Carare. El colapso de un puente a lo largo del río Chicamocha aisló a aproximadamente 1.000 personas en Carcasí y Enciso. Más de 1.000 viviendas resultaron dañadas en el departamento del Atlántico: 693 en Malambo, 200 en Candelaria y 150 en Carreto.

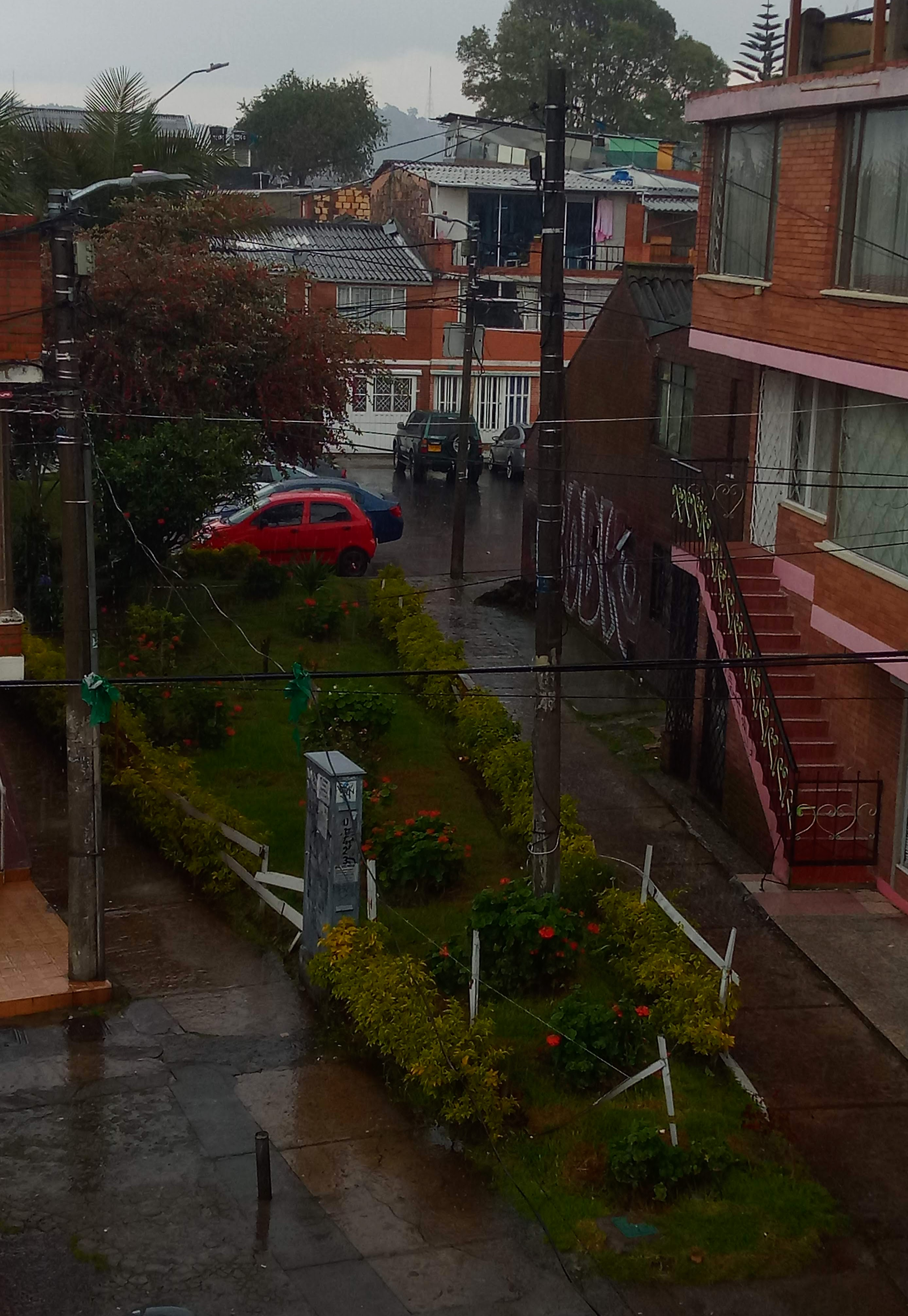
Mal tiempo y lluvias en Bogotá causadas por el Huracán Iota.

Se estima que el 70 por ciento de Cartagena sufrió inundaciones debido a los efectos directos de Iota, que afectaron a unas 155.000 personas. Numerosas viviendas resultaron dañadas o destruidas por inundaciones y deslizamientos de tierra. Los funcionarios de la ciudad convirtieron el Coliseo de Combate en un refugio con capacidad para 200 personas.

#### Islas de San Andrés y Providencia
Del 16 al 17 de noviembre, Iota pasó cerca del archipiélago de San Andrés, Providencia y Santa Catalina como un huracán de categoría 4 de alto nivel. El centro del ojo del huracán no alcanzó a Providencia por 11 millas (18 km), pero la tormenta aún golpeó directamente (en lugar de tocar tierra) en la isla, causando daños descritos como "sin precedentes" por el presidente Iván Duque Márquez. La comunicación con la isla se perdió el 17 de noviembre, con una duración de más de 20 horas. Se estima que entre el 98 y el 99% de las estructuras de la isla resultaron dañadas o destruidas, incluidos los edificios construidos en el siglo XV. Todos los hogares de la isla sufrieron daños, con un 80% destruido. Un hombre de 47 años murió en esta isla y seis resultaron heridas en la isla.  La situación en la isla era difícil de determinar el 17 de noviembre, aunque se asumió que el hospital de la isla estaba destruido o inoperable. Aunque los escombros cubrieron las pistas del aeropuerto El Embrujo, lo que inicialmente impidió que las aeronaves llegaran o salieran, el 17 de noviembre estaba lo suficientemente operativo como para permitir que el presidente Iván Duque visitara y evaluara los daños de la isla. En Providencia, el paso del huracán Iota destruyó el 98% de las viviendas e infraestructuras, dejando a más de 5000 habitantes sin una vivienda digna donde pasar los días posteriores. La lsla de Providencia prácticamente fue borrada del mapa tras el paso del furioso huracán Iota que aún con toda la destrucción. 
En San Andrés, numerosos árboles fueron arrancados de raíz, algunos de los cuales cayeron sobre viviendas, y varias viviendas perdieron el techo. Lluvias torrenciales y grandes oleajes provocaron grandes inundaciones. El agua de mar se elevó hasta 9,8 pies (3 m). Los fuertes vientos arrancaron numerosos árboles, algunos de los cuales cayeron sobre las casas, y varias casas perdieron su techo. Las comunicaciones con San Andrés se perdieron temporalmente durante la tormenta y aproximadamente el 60% de la isla perdió energía. La inundación alcanzó una profundidad de 6 pulgadas (15 cm) en el Aeropuerto Internacional Gustavo Rojas Pinilla, impidiendo el uso de las pistas. Una persona murió en la isla.

### Nicaragua

Iota llega a Nicaragua como huracán categoría 4

Mientras Iota se trasladaba a tierra, el  aeropuerto Puerto Cabezas al norte del punto de llegada a tierra reportó vientos sostenidos de 72 nudos (85 mph; 135 km/h) con ráfagas de 98 nudos (115 mph; 180 km/h) a las 02:53 UTC del 17 de noviembre. Los informes de daños, sin embargo, fueron extremadamente limitados debido a los daños sufridos anteriormente por el huracán Eta en el área. A medida que la tormenta continuaba tierra adentro, una radioafición del Club de Radio-Experimentadores de Nicaragua (CREN) informó vientos de 124 mph (200 km/h) y techos dañados en la ciudad de Bilwi, aunque no estaba claro si se trataba de vientos sostenidos. o ráfagas de viento.
Un total de 160,233 hogares se quedaron sin electricidad y 47,638 familias perdieron el servicio de agua. El Instituto Nicaragüense de Telecomunicaciones y Correos informó pérdida de servicio telefónico a 35 comunidades.
Las lluvias torrenciales en suelos ya saturados provocaron grandes inundaciones y deslizamientos de tierra. Al menos 16 personas murieron en relación con el huracán, mientras que otras 29 están desaparecidas. Dos niños fueron arrastrados por un río en Santa Teresa, Carazo, mientras que otros tres miembros de su familia desaparecieron; un sexto miembro de la familia fue rescatado. Un deslizamiento de tierra mató a dos personas en Wiwilí de Jinotega y otra persona murió en Quilalí. En Wiwilí, surgieron temores sobre la seguridad de los residentes que fueron evacuados a las montañas para escapar de las inundaciones debido a que ocurrieron numerosos deslizamientos de tierra en la región. El 17 de noviembre, al menos 30 personas fueron enterradas en un deslizamiento de tierra en Macizo de Peñas Blancas, y se encontró enterrado a un niño. Al día siguiente, se recuperaron cuatro cuerpos más, incluido uno de un bebé.

### Honduras
Iota entró a Honduras como un huracán categoría 1, que luego se degradó a tormenta tropical. Produjo fuertes lluvias en todo el territorio, lo que provocó el desbordamiento de ríos en todo el país. La zona más afectada unos días antes por el Huracán Eta, el Valle de Sula, fue nuevamente inundada por las lluvias de Iota, pero con mayores niveles de inundaciones debido a la saturación de agua en el suelo causadas por Eta. Los municipios de La Lima, Choloma y Villanueva fueron destruidos casi por completo debido a las inundaciones que cubrieron casas hasta los techos. Inmediatamente la población civil comenzó con obras de rescate en lanchas y barcas de su propiedad. 
También se informaron deslizamientos de tierra y árboles caídos en partes del país, que fueron la principal causa de muerte en Honduras, uno en San Manuel Colohete, Lempira mató a ocho personas y otro en Los Trapiches mató a cinco personas . Teonela Paisano Wood, alcaldesa de Brus Laguna, expresó su preocupación de que las lluvias continuas representen una gran amenaza para la ciudad. Varias casas de hormigón y madera quedaron reducidas a escombros. 

El Occidente fue una de las zonas con más daños en carreteras, red eléctrica y servicios de llamadas. El Departamento de Copán quedó incomunicado por completo luego de que el puente de las Malvinas, que comunica con San Pedro Sula, colapsara ante la corriente de agua.En el sur del departamento también colapsó el puente del río Higuito, que comunica con el departamento de Lempira, dejando el departamento aislado del resto del país.

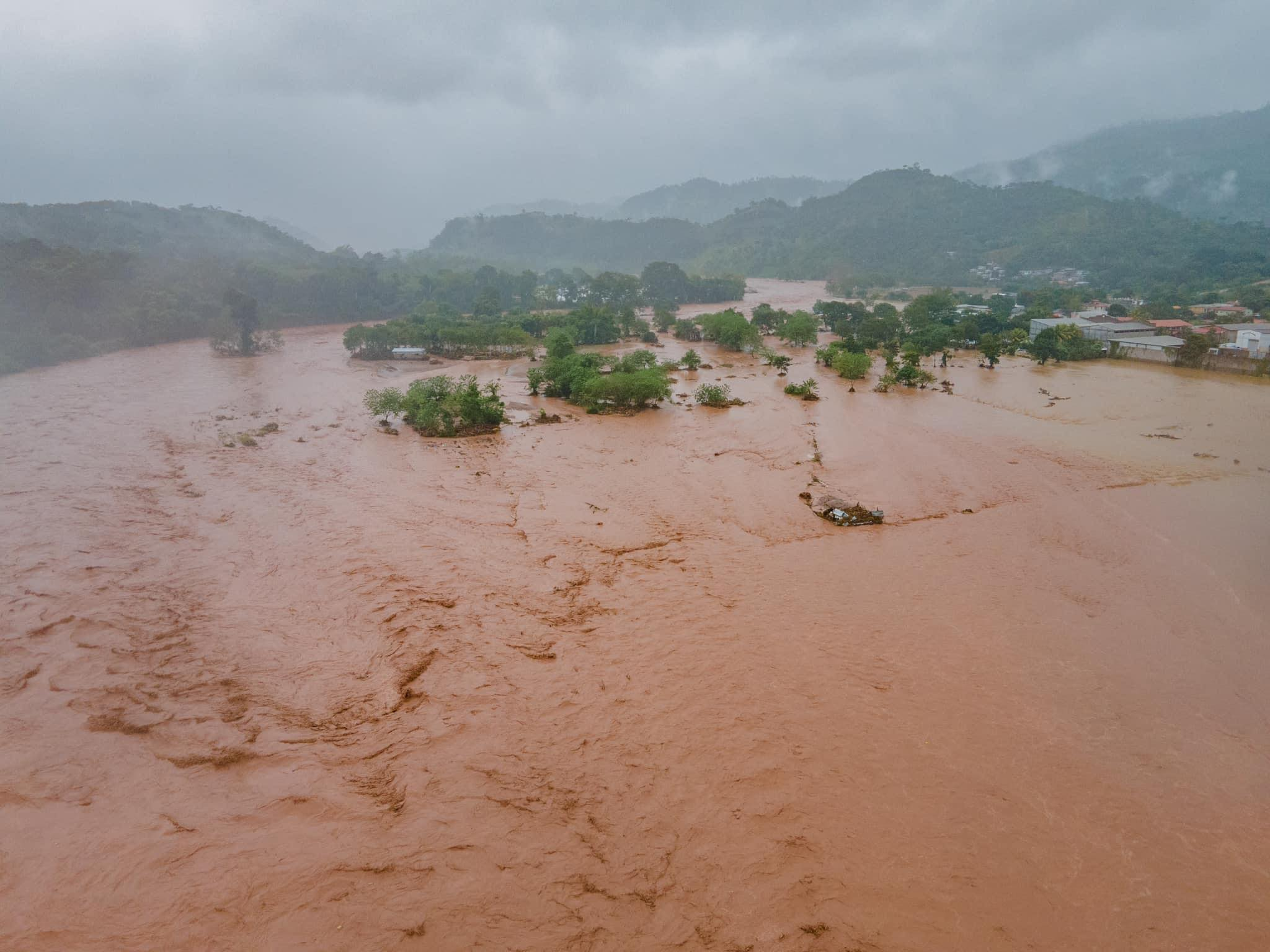
Río Copán deja parte de la ciudad de Copán Ruinas bajo el agua. Occidente de Honduras

La Ceiba,  informó una ráfaga de viento de 58 mph (93 km / h). Seis personas han muerto como resultado de los impactos de Iota en Honduras. Una niña falleció tras caerle un árbol en La Mosquitia, pero esta muerte no ha sido certificada oficialmente por COPECO. Además, se informó que un niño murió al caer un árbol en Brus Laguna.
El Departamento de Intibucá, los municipios de Intibucá, San Francisco de Opalaca sufrieron de deslizamiento de tierra en sus aldeas. Mientras en las ciudades de La Esperanza e Intibucá, quedaron sin energía eléctrica por casi 48 horas.
La comunidad de La Reina, ubicada en el municipio de Protección, departamento de Santa Bárbara, quedó con más de 300 viviendas soterradas luego de que se produjera un deslizamiento de suelo, debido a las constantes lluvias. Unas 1,000 personas fueron rescatadas y llevadas a un albergue en Copán.
Los datos preliminares marcaron que en el Valle de Sula había más de 1.7 millones de afectados por Iota. Para finales de diciembre los afectados se contaron por más 2.4 millones de personas.

### Panamá
Funcionarios en Panamá dijeron que una persona murió en Nole Duima en la Comarca Ngäbe-Buglé. Otra persona desapareció en Soloy, también en la región

## Consecuencias

### Colombia
Tras el restablecimiento de la comunicación con Providencia el 16 de noviembre, el presidente Iván Duque prometió ayuda inmediata a la isla. El mar embravecido del 17 de noviembre impidió que la Armada de Colombia llegara a la isla, aunque Duque pudo volar en helicóptero para realizar un reconocimiento aéreo. Se instalarían dos hospitales de campaña y 4.000 tiendas de campaña en la isla. Se hizo hincapié en la evacuación de las lesiones críticas al continente antes de establecer los hospitales de campaña. El ejército colombiano desplegó ingenieros y 15 toneladas de alimentos. Duque afirmó que se elaborará un plan para la reconstrucción completa de la infraestructura de Providencia en un plazo de 100 días y que todas las viviendas destruidas se reconstruirán para el 2022.
La oposición a Duque lo criticó por no evacuar Providencia antes de la tormenta.
Al menos dos personas murieron y una está desaparecida en Providencia, dijo el martes el presidente de Colombia, Iván Duque. Ciento doce personas fueron evacuadas de la isla el martes, entre ellas seis heridas de gravedad.

### Nicaragua
La compañía eléctrica de Nicaragua, Enatrel, envió a más de 100 cuadrillas a la costa del Caribe para restaurar la electricidad. Para el 17 de noviembre, se restablecieron casi la mitad de los cortes.
Operation USA comenzó los preparativos para los esfuerzos de socorro el 17 de noviembre.

## Registros y distinciones
- Fue la primera tormenta con nombre número 30, así como la primera en usar la letra del alfabeto griego "Iota" en la historia de los huracanes en la región, afirmando a la temporada de huracanes del Atlántico de 2020 como la más activa desde que se tiene registro.
- Al alcanzar el estado de huracán mayor a las 06:00 UTC del 16 de noviembre, la temporada 2020 se convirtió en la primera en la historia registrada en tener dos huracanes importantes en noviembre.[51]